# Епархия Сан-Диего

Герб епархии Сан-Диего

Епархия Сан-Диего (лат. Dioecesis Sancti Didaci) — епархия Римско-Католической церкви с центром в городе Сан-Диего, США. Епархия Сан-Диего входит в митрополию Лос-Анджелеса. Кафедральным собором епархии Сан-Диего является Собор святого Иосифа.

## История
11 июля 1936 года Римский папа Пий XI издал буллу Ad spirituale christianae, которой учредил епархию Сан-Диего, разделив архиепархию Лос-Анджелеса — Сан-Диего на две епархии.
14 июля 1978 года епархия Сан-Диего передала часть своей территории новой епархии Сан-Бернардино.
28 февраля 2007 года епархия объявила себя банкротом после того, как не смогла достичь соглашения с истцами, обвинявшими священнослужителей епархии в сексуальных домогательствах. 7 сентября 2007 года епархия Сан-Диего согласилась выплатить 198 100 000 долларов для закрытия ста сорока четырёх заявлений истцов.

## Ординарии епархии
- епископ Чарльз Фрэнсис Бадди[англ.] (31.10.1936 — 05.03.1966);
- епископ Фрэнсис Джеймс Фьюри[англ.] (05.03.1966 — 23.05.1969) — назначен архиепископом Сан-Антонио;
- епископ Лео Томас Маер[англ.] (22.08.1969 — 10.07.1990);
- епископ Роберт Генри Бром[англ.] (10.07.1990 — 18.09.2013);
- епископ Сирило Бустаманте Флорес[англ.] (18.09.2013 — 06.09.2014);
- кардинал Роберт Уолтер Макэлрой (03.03.2015 — 06.01.2025) — назначен архиепископом Вашингтона;
- епископ Майкл Фам[англ.] (22.05.2025 — по настоящее время).

## Источник
- Annuario Pontificio, Libreria Editrice Vaticana, Città del Vaticano, 2003, ISBN 88-209-7422-3;
- Булла Ad spirituale christianae, AAS 28 (1936), стр. 485  (лат.)